# ハッサン・ベク・モスク
ハッサン・ベク・モスク、またはハサン・ベイ・モスクは、ヤーファーの最もよく知られているモスクの一つである。ヤーファーは現在テルアヴィヴ＝ヤフォ市の一部である。近年のことが示しているように、このモスクは論争の的である。
ハッサン・ベク・モスクは1916年にアラブ人の港町ヤーファーの北端に建てられた。当時ヤーファーはシオニストユダヤ人の大都市テルアヴィヴと化しつつあった。そしてヤーファーの歴史はアラブ＝シオニスト紛争の様々な段階と密接に結びついている。その初めから、オスマンと大英帝国治下で宗教グループ間争いがあり現在に至る。様々な機会にこのモスクは熱い議論の的となり、ヤーファーのパレスチナ人にとって深い象徴的かつ感情的な意味を持っている。
そのオスマンスタイルの建築は、近隣の現代の高層建築と著しい対照をなしている。モスクはネヴェ・ツェデク地区と地中海に近く、ヤーファーへの主要道に面している。

### 第一次中東戦争

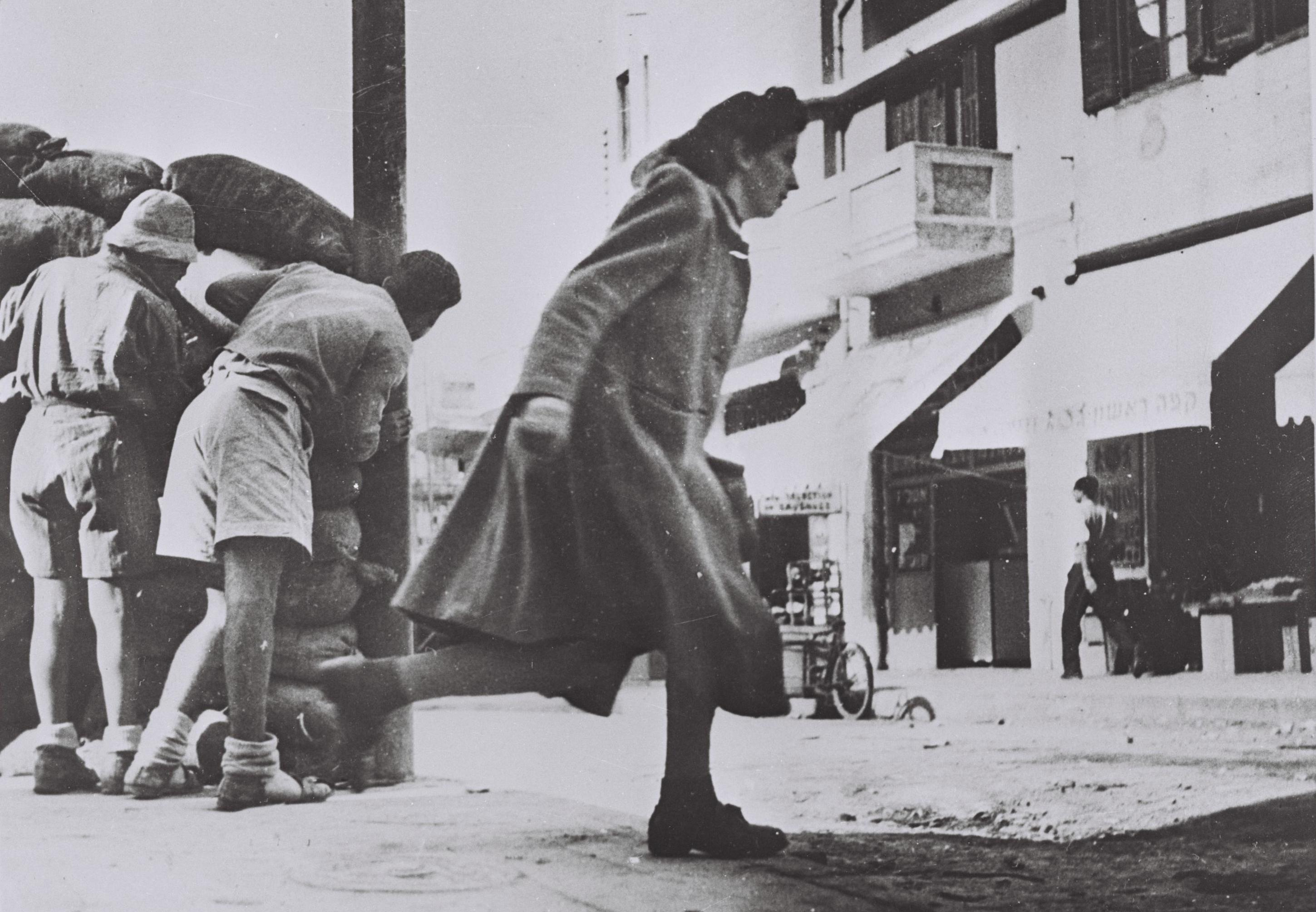

## ギャラリー

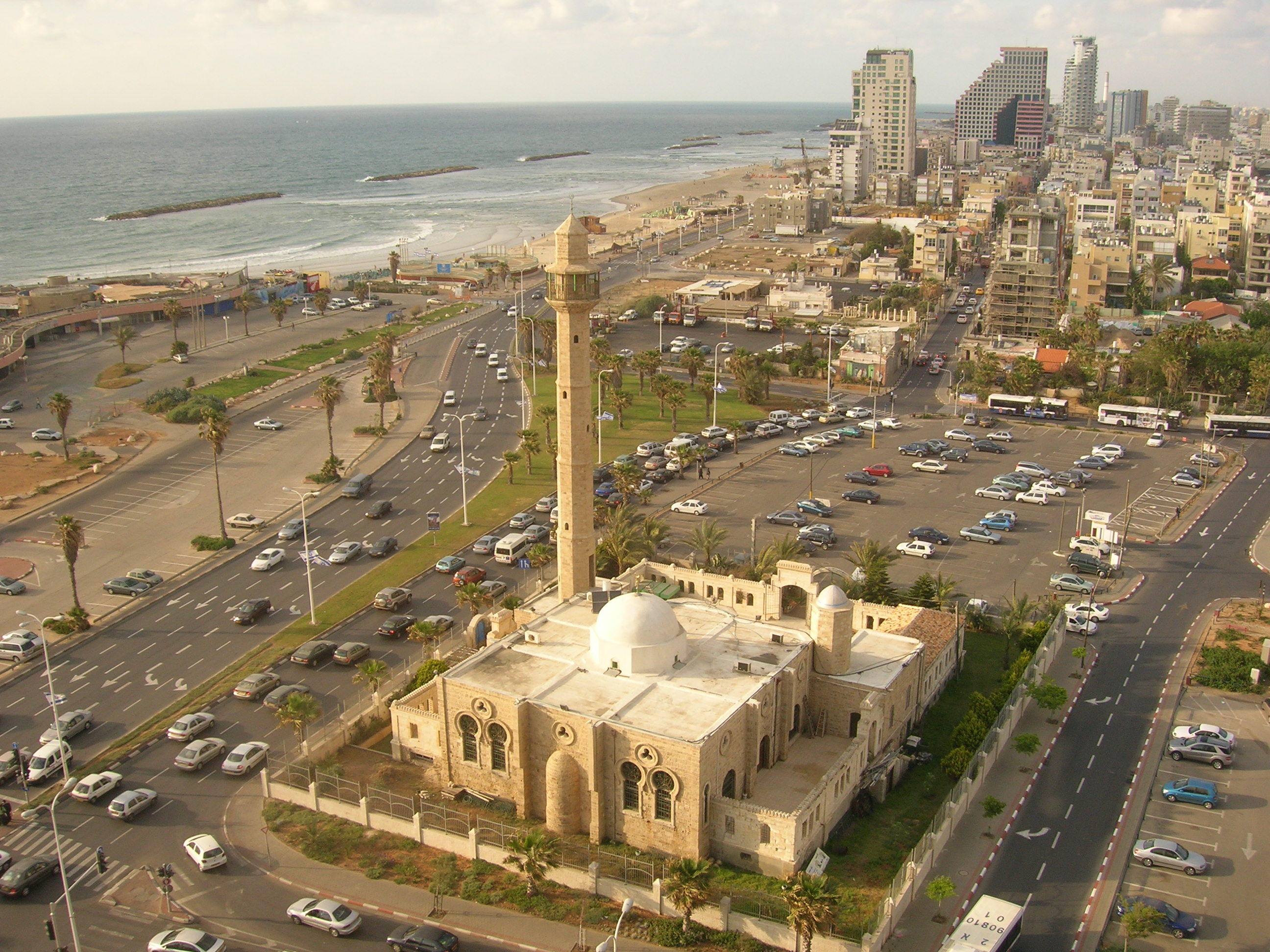
モスク南東のダビデ・インターコンチネンタル・テルアビブから